# 沙托鲁站
沙托鲁站是法国的一个铁路车站，位于法国中部城市，安德尔省的省会沙托鲁。

## 位置
沙托鲁站位于沙托鲁市区的中南部，奥尔良－蒙托邦铁路264.054公里处，距离沙托鲁市政府（Mairie）大约500米。车站大致呈东西走向，开口朝北。站内有售票大厅、自动售票机、小卖部和一个小型候车室；站外为社会车辆停车场。
沙托鲁站亦是沙托鲁市镇范围内唯一的客运火车站。

## 车站历史
沙托鲁站建于1847年，和当时刚建成的奥尔良-蒙托邦铁路一道投入使用，该铁路是法国著名南北干线POLT（巴黎-奥尔良-利摩日-图卢兹）的组成部分。最初沙托鲁站仅为一个简易的乘降所，其站房直到1852年才建成。
1884年，随着图尔—沙托鲁—蒙吕松一线的铁路建成通车，沙托鲁成为了一个区域性的铁路交通枢纽，相应的铁路设施（编组站、车库等）也在此出现。
西班牙内战时期，大量难民通过POLT干线北上，沙托鲁成为了一个重要的难民安置点。
1938年，沙托鲁站配套的沙托鲁长途汽车站建成并投入使用。
1939年3月14日，沙托鲁站附近发生严重的列车相撞事故，造成19人遇难。
二战期间，沙托鲁站损毁严重。1944年8月17日，沙托鲁站在一次空袭中几乎完全损毁。
1987年11月21日，新的沙托鲁站站房投入使用并保持至今。
2013年，沙托鲁站配套的开放式长途汽车站投入使用。

## 站台设置
| 西北↑ |      |               | 主站房 |
|       | 侧式 |               |        |
| A道   |      | 维耶尔宗方向→ |        |
| B道   |      | 维耶尔宗方向→ |        |
|       | 岛式 |               |        |
| C道   |      | ←利摩日方向   |        |
| 东南↓ |      |               |        |

## 停靠线路
以下列车线路在沙托鲁站停靠：
| 沙托鲁站列车线路表              |                         |                          |                        |              |
| 线路                            | 车种                    | 上一站                   | 下一站                 | 大致运行频率 |
| 巴黎—布里夫拉盖亚尔德           | Intercités              | 巴黎/维耶尔宗/伊苏丹     | 阿尔让通/拉苏特兰      | 每天4趟左右  |
| 巴黎—卡奥尔                     | Intercités              | 巴黎/维耶尔宗            | 利摩日                 | 每天2趟左右  |
| 巴黎—图卢兹                     | Intercités              | 莱欧布赖/维耶尔宗        | 阿尔让通/利摩日        | 每天2趟左右  |
| 巴黎—图卢兹                     | INTERCITÉS Eco          | 莱欧布赖                 | 利摩日                 | 每周3趟左右  |
| 奥尔良—沙托鲁/阿尔让通          | TER Centre-Val-de-Loire | 讷维帕于                 | （终点）/吕昂/阿尔让通 | 每天2-3趟    |
| 奥尔良/维耶尔宗—拉苏特兰/利摩日 | TER Centre-Val-de-Loire | 讷维帕于                 | 吕昂/阿尔让通          | 每天1趟      |
| 维耶尔宗/沙托鲁—利摩日          | TER Centre-Val-de-Loire | 伊苏丹/讷维帕于/（起点） | 阿尔让通               | 每天6趟左右  |
| 1.                              |                         |                          |                        |              |

## 配套交通

### 长途客运
沙托鲁站对应的大巴车上下车地点为沙托鲁长途汽车站（Gare routière de Châteauroux），位于沙托鲁站西侧，出门左转绕过售票厅即可看见。车站已于2013年初整修完毕，现已成为一个现代化的枢纽。
| 停靠沙托鲁站的大巴车 |                                   | |
| 上下车地点           | 运营单位                          | 主要目的地 |
| 沙托鲁汽车站         | Flixbus                           | 巴黎 · 马西 · 奥尔良 · 利摩日 · 布里夫拉盖亚尔德 · 蒂勒 |
| 沙托鲁汽车站         | Isilines                          | （可直达或通过联程中转的方式，前往法国及欧洲735个目的地） |
| 沙托鲁汽车站         | 中央-卢瓦尔河谷 大区城际客运 Rémi | -A- 勒夫鲁 · 博德尔 · 瓦朗赛 -B- 瓦唐 · 富宗谷 -D- 武永 · 昂布罗 · 普吕涅尔 -F- 诺昂维克 · 蒙吉夫赖 · 拉沙特尔 -I- 比克西耶尔代亚克 · 讷维圣塞皮克尔 · 克吕伊 -N- 圣戈捷 · 西龙 · 吕费克 -Q- 讷伊艾树林 · 梅奥贝克 · 旺德夫尔 · 布雷讷地区梅济耶尔 -S- 维讷伊 · 维勒贡吉斯 · 阿尔吉 · 维勒古安 · 佩勒瓦桑 · 厄涅 · 埃圭耶 -V- 讷维帕于 · 伊苏丹 · 沙罗 · 谢尔河畔圣弗洛朗 · 布尔日 |
| 沙托鲁汽车站         | CAR TER                           | 2.4 比藏赛 · 安德尔河畔沙提永 · 洛什 · 图尔 4.3 圣戈捷 · 勒布朗 · 圣萨万 · 普瓦捷 当某条铁路线施工或罢工时，SNCF可能会提供途径该线路沿途站点的大巴车 |
| 1. 2. 3. 4.          |                                   | |

### 城市公共交通
| 沙托鲁站附近的市内公交线路 |                                           | |
| 公交车站名称               | 位置                                      | 停靠线路 |
| 火车站                     | 沙托鲁站正门西南侧 （仅由西向东单向设站） | - 周一至六开行： .1. 讲坛（）/圣让（Saint-Jean） → 南角（Cap Sud）/美地（Beaulieu） .2. 圣莫（） → 布罗德里（Brauderie） .3. 勒普安索内（Le Poinçonnet） → 沃吉拉尔（Vaugirard） .4. 橙堆（） → 代奥勒（Déols）/布拉西乌（Brassioux） .6. 罗什福尔（Rocheforts） ↔ 农业高中（Lycée Agricole） .10. 阿尔通（Arthon） → 伏尔泰（Voltaire） - 周日及节假日开行： .A. 大梨树（Grand Poirier） ↔ 代奥勒（Déols）/让•穆兰（Jean Moulin） .B. 沃吉拉尔（Vaugirard） ↔ 普安特里（Pointerie）/橙堆（Les Orangeons） |
| 伏尔泰                     | 沙托鲁站出站后 右前方大约200米处          | - 周一至六开行： .1. 讲坛（）/圣让（Saint-Jean） ↔ 南角（Cap Sud）/美地（Beaulieu） .2. 布罗德里（Brauderie） ↔ 圣莫（Saint-Maur） .3. 沃吉拉尔（Vaugirard） ↔ 勒普安索内（Le Poinçonnet） .4. 橙堆（） ↔ 代奥勒（Déols）/布拉西乌（Brassioux） .5. 代奥勒（Déols） ↔ 比克塞里乌（Buxerioux）/工业区（Zone Industrielle） .6. 罗什福尔（Rocheforts） ↔ 农业高中（Lycée Agricole） .7. 伏尔泰（Voltaire） ↔ 蒙捷绍姆（Montierchaume） .10. 伏尔泰（Voltaire） ↔ 阿尔通（Arthon） .11. 伏尔泰（Voltaire） ↔ 萨谢尔日圣日耳曼（Sassierges-Saint-Germain） .12. 伏尔泰（Voltaire） ↔ 吕昂（Luant） .13. 伏尔泰（Voltaire） ↔ 维莱莱奥尔姆（Villers-les-Ormes） .15. 伏尔泰（Voltaire） ↔ 阿尔当特（Ardentes） - 周日及节假日开行： .A. 大梨树（Grand Poirier） ↔ 代奥勒（Déols）/让•穆兰（Jean Moulin） .B. 沃吉拉尔（Vaugirard） ↔ 普安特里（Pointerie）/橙堆（Les Orangeons） |
| 1. 2. 3.                   |                                           | |

## 临近车站
| 沙托鲁站（Gare de Châteauroux）      |                    |                 |
| 上行车站                             | 线路               | 下行车站        |
| 讷维帕于站 14.7km ←                  | 奥尔良－蒙托邦铁路 | 吕昂站 → 12.2km |
| - 本表仅显示提供客运服务的线路及车站 |                    |                 |